# Agave salmiana var. ferox
Agave salmiana var. ferox (Agave ferox) es una variedad del agave de la especie salmiana perteneciente al género Agave y a la familia Asparagaceae.
La variedad ferox es muy similar a la variedad tipo en términos de descripción y cultivo. Se diferencia por tener hojas incluso más gruesas y rígidas, terminadas en punta (hasta 8 cm) y espinas laterales aún más agudas. Ésta es la razón por la que se la denomina por ese nombre.